# Colombiazomus quindio
Espèce
Colombiazomus quindio est une espèce de schizomides de la famille des Hubbardiidae.

## Distribution
Cette espèce est endémique du département de Quindío en Colombie. Elle se rencontre vers Calarcá dans la cordillère Centrale vers 1 400 m d'altitude

## Description
Les mâles mesurent de 3,48 à 3,90 mm et la femelle 3,50 mm.

## Étymologie
Son nom d'espèce lui a été donné en référence au lieu de sa découverte, le département de Quindío.

## Publication originale
- Delgado-Santa & Armas, 2013 : Tres nuevos Hubbardiinae (Schizomida: Hubbardiidae) de Colombia. Revista Ibérica de Aracnología, vol. 22, p. 37-45 (texte intégral).